# Adolphus Slade
Pour l’article homonyme, voir Slade (homonymie).
Adolphus Slade, né en 1804 et mort à Londres le 13 novembre 1877, est un officier naval et un auteur britannique qui a notamment publié deux ouvrages sur l'Orient intitulés Records of travels in Turkey (1833) et Turkey, Greece and Malta (1837). Il fut également au service de l'Empire ottoman sous le nom de Mushaver Pasha (en turc : Müşavir Paşa).

## Biographie
Fils du général John Slade (en) (1762–1859), Baronnet de Maunsel House (en) (Somerset), Adolphus Slade entre en 1815 à l'Académie royale de la Marine, au collège royal naval de Portsmouth dans le Hampshire.
En 1817, il entre dans la Royal Navy, navigue trois ans dans les mers d'Amérique du Sud puis, après son retour en Angleterre, est nommé midshipman sur la frégate Revenge qui porte le pavillon de Sir Harry Burrard-Neale et qui est envoyée en Méditerranée.
Après avoir pris part à l'expédition dirigée contre le dey d'Alger Hussein Pacha, et à la bataille de Navarin où il commande un cotre (1827), Adolphus Slade se rend à Constantinople après l'éclatement de la guerre russo-turque et se met au service du sultan Mahmoud II. Il fait, sous la direction du capitan pacha Ahmed (en turc : Kaptan-ı Derya [Kaptan Paşa] Pabuççu Ahmed), la campagne de 1829 dans la mer Noire.
À la fin de cette guerre, il retourne dans son pays natal et intègre l'École navale de Portsmouth où il se livre à une étude approfondie de sa profession. De 1834 à 1837, Adolphus Slade sert à bord du vaisseau de ligne le Caledonia en Méditerranée et dans la mer Noire, sous les ordres de l'amiral Sir Josias Rowley, puis reprend en Angleterre ses études théoriques (1837-1841).
Plus tard, en 1849, lorsque la question des réfugiés hongrois rendit la guerre imminente entre l'empire d'Autriche et la Sublime Porte (soutenue par l'Angleterre), le capitaine Slade fut choisi par le gouvernement britannique pour moderniser la marine ottomane. Il partit à bord du HMS Queen, y remplissant en apparence ses devoirs d'officier, débarqua à Malte et partit pour Constantinople, muni d'un congé illimité. Le sultan Abdülmecid Ier lui confiera le commandement du Nuzetieh (« la Victorieuse »), navire amiral de quatre-mille-deux-cents tonneaux portant soixante-douze canons, et la tâche difficile de réorganiser sa flotte de guerre : Adolphus Slade, devenu Müşavir Paşa, sera jusqu'en 1866 le responsable administratif de la marine turque, tout en conservant son rang dans la marine britannique. Il participera notamment à la guerre de Crimée qui opposa de 1853 à 1856 l'Empire russe à une coalition formée de l'Empire ottoman, de l'Empire britannique et de l'Empire français.
Rentré en Angleterre en 1873, Adolphus Slade finit ses jours à Londres où il meurt célibataire le 13 novembre 1877.

## Décorations

### Décorations britanniques
Royaume-Uni de Grande-Bretagne et d'Irlande
- Août 1858 : Chevalier commandeur de l'ordre du Bain (KCB)

### Décorations étrangères
Empire ottoman
- Ordre du Médjidié (2e classe)
- Ordre de l'Osmaniye (2e classe)

## Sources
- (en) John Knox Laughton, « Slade, Adolphus », Dictionary of National Biography (DNB), 1885-1900, Volume 52.
- (en) J. K. Laughton, « Slade, Sir Adolphus (1804–1877) », Oxford Dictionary of National Biography, Oxford University Press, 2004 (consulté le 3 janvier 2017)
- « L'Amiral Adolphe Slade », dans : Portraits biographiques et critiques des hommes de la guerre d'Orient, par Alfred Des Essarts. Garnier frères, Paris, 1855, pp. 253–260.